# Zanggroep

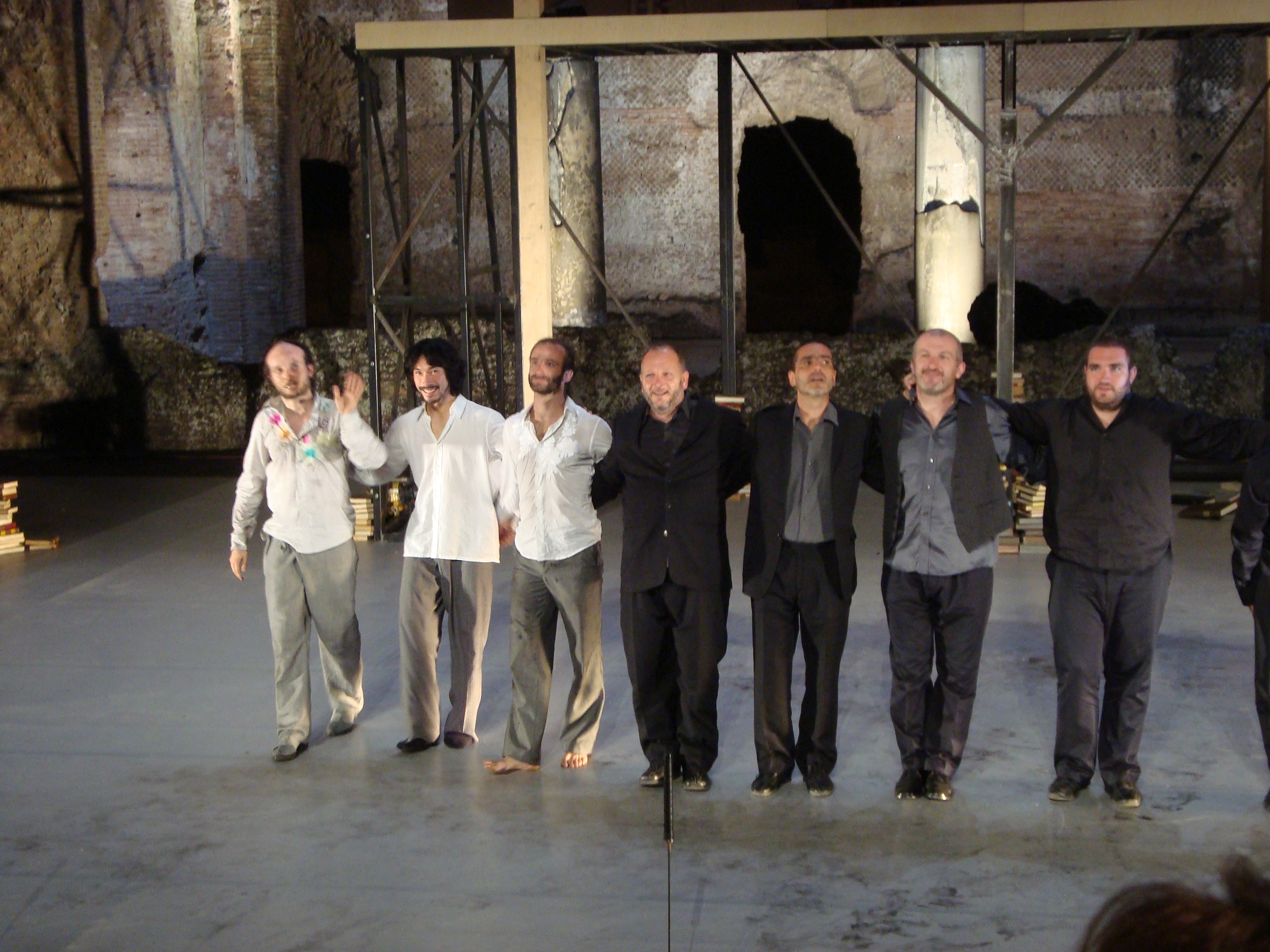
De zanggroep A Filetta aan het slot van Apocrifu, 24 juni 2009, Villa Adriana

Een zanggroep is een groep zangers of zangeressen die gewoonlijk, in de populaire of volksmuziek, op muzikale arrangementen zingen. Niet altijd is er sprake van muzikale begeleiding. 

## Voorbeelden
- A Filetta
- Les Compagnons de la chanson
- Naturally 7
- Vocal Adrenaline